# Dopesmoker
Dopesmoker è il quarto album in studio del gruppo musicale stoner rock/doom metal statunitense Sleep, pubblicato nel 2003.
La versione dell'album intitolata Dopesmoker fu pubblicata il 22 aprile 2003 dalla Tee Pee Records su compact disc e vinile, per una durata di 63 minuti. Cisneros si ritenne soddisfatto della versione del 2003 di Dopesmoker, affermando che è la versione più fedele alla registrazione originale. Alcune parti del brano sono state utilizzate nella colonna sonora del film Broken Flowers di Jim Jarmusch. Jarmusch si considera un fan degli Sleep e li cita, assieme agli Earth e ai Sunn O))), come influenti per la creazione del film.

## Ristampa
Nel marzo del 2012, la Southern Lord Records annunciò una ristampa dell'album, sostenendo che la nuova versione avrebbe avuto un audio più chiaro e potente. La grafica della ristampa fu curata dall'artista Arik Roper. Il nuovo mastering fu eseguito da Brad Boatright (il chitarrista dei From Ashes Rise), a partire dai nastri delle registrazioni originali. Inoltre è stata aggiunta come traccia bonus una versione dal vivo della canzone Holy Mountain, registrata all'I-Beam di San Francisco nel 1994. Questa versione dell'album raggiunse la posizione numero 14 della classifica Top Heatseekers.

## Accoglienza
| Recensione | Giudizio |
| ---------- | -------- |
| AllMusic   | [ 1 ]    |

Dopesmoker  ricevette recensioni positive dalla stampa specializzata. Nell'uscita del dicembre 2000 della rivista Spin, l'album venne definito una pietra di paragone per il genere stoner. Su CMJ New Music Monthly si affermò che il brano non annoia nonostante la monotonia, grazie all'imprevedibilità della band. Sul database online AllMusic sono recensite entrambe le versioni principali con voti molto positivi, suggerendo agli estimatori del genere anche l'ascolto di Jerusalem, nonostante Dopesmoker sia considerata la versione definitiva. Nel 2006, la rivista Decibel incluse l'album nella loro hall of fame dei "capolavori del metal estremo".
L'album continuò a ricevere critiche positive dopo la pubblicazione di Dopesmoker. La rivista inglese Mojo diede all'album un giudizio di cinque stelle su cinque, definendolo un punto di riferimento rispetto al quale ogni opera di stoner rock si sarebbe dovuta confrontare. Exclaim! elogiò Dopesmoker, giudicandolo superiore a Jerusalem. Stewart Voegtlin di Stylus Magazine fece notare che il rifiuto da parte della London Records di condividere la visione che il gruppo aveva dell'album, portò all'effettivo scioglimento degli Sleep (con la conseguente formazione degli High on Fire da parte di Matt Pike e degli Om da parte di Al Cisneros e Chris Hakius).
Anche la ristampa del 2012 da parte della Southern Lord Records fu giudicata in maniera positiva. Su Metacritic raggiunse un punteggio di 94/100, sulla base di 9 recensioni. Su Exclaim! si affermò che questa versione è più pulita e potente, con chitarre più "pesanti" e presenti, che rinvigoriscono il brano. Pitchfork assegnò all'album un voto di 8.5 su 10, elencandolo tra le "migliori ristampe recenti". Austin Trunick di Consequence diede a Dopesmoker tre stelle e mezzo su cinque, evidenziando che si tratta di un disco che può essere apprezzato in pieno solo dagli appassionati del genere.

## Tracce
Tutte le tracce sono state composte dagli Sleep.
Dopesmoker (Versione Tee Pee Records del 2003)
1. Dopesmoker – 63:31
2. Sonic Titan (live) – 9:36

Dopesmoker (Ristampa Southern Lord Records del 2012)
1. Dopesmoker – 63:31
2. Holy Mountain (live) – 11:54
3. Sonic Titan (live) – 9:36 Presente solo nella versione in vinile

## Formazione
- Al Cisneros – voce, basso
- Matt Pike – chitarra elettrica
- Chris Hakius – batteria

## Produzione
Dopesmoker (Versione Tee Pee Records del 2003)
- Sleep – produzione, note di copertina
- Billy Anderson – produzione, ingegnere del suono
- Mark Keaton – mastering
- Arik Roper – grafica

Dopesmoker (Ristampa Southern Lord Records del 2012)
- Sleep – produzione, note di copertina
- Billy Anderson – produzione, ingegnere del suono
- Brad Boatright – mastering
- Arik Roper – grafica